# Gestreepte pedaalmot
De gestreepte pedaalmot (Argyresthia aurulentella) is een vlinder uit de familie van de pedaalmotten (Argyresthiidae). De spanwijdte van de vlinder bedraagt 7 tot 9 millimeter. Het vlindertje komt verspreid over Noord- en Midden-Europa, het westen van Rusland en Macedonië voor.

## Waardplanten
De waardplant van de gestreepte pedaalmot is jeneverbes. De rups boort een gaatje in een naald om die vervolgens leeg te eten. Het gaatje wordt met een spinsel afgedicht. Dit herhaalt de rups enkele malen. In de leeggegeten naalden is vrijwel geen frass zichtbaar. De verpopping vindt in de grond plaats.

## Voorkomen in Nederland en België
De gestreepte pedaalmot is in Nederland en in België een zeldzame soort. De Belgische waarnemingen komen uit de provincie Luik, de Nederlandse uit Friesland, Drenthe, Overijssel, Gelderland, Zuid-Holland en Utrecht. De soort vliegt van juli tot in september.

## Taxonomie
De soort behoort tot het ondergeslacht Argyresthia en wordt daarom soms geschreven als Argyresthia (Argyresthia) aurulentella.